# Juan-Fernandez-Kolibri

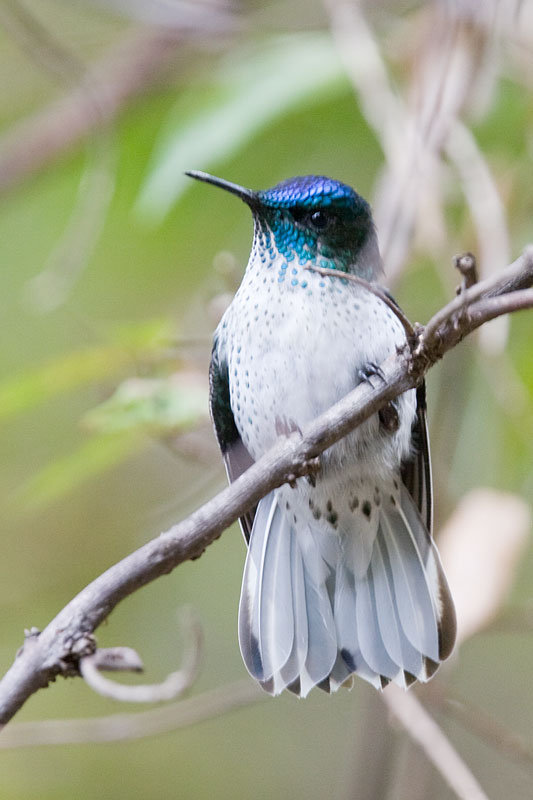
Weibchen des Juan-Fernandez-Kolibris

Der Juan-Fernandez-Kolibri (Sephanoides fernandensis) ist eine Vogelart aus der Familie der Kolibris (Trochilidae). Die Art kommt nur auf der Insel Robinson Crusoe, die ein Teil der Juan-Fernández-Inseln ist, vor. Hier ist ihr Vorkommen auf elf Quadratkilometer beschränkt. Der Bestand wird von der IUCN als „vom Aussterben bedroht“ (critically endangered) eingeschätzt. Die Unterart leyboldi, welche früher auf der Alejandro-Selkirk-Insel lebte, gilt als „ausgestorben“ (extinct).

## Merkmale
Das Männchen erreicht eine Körperlänge von etwa 12 Zentimetern und wiegt ca. 10,9 Gramm. Das Weibchen wird nur 10 Zentimeter groß und wiegt 7,4 Gramm. Männchen und Weibchen weisen einen derart ausgeprägten Sexualdimorphismus auf, dass sie früher als unterschiedliche Arten betrachtet wurden. Das Gefieder des Männchens ist überwiegend rotbraun-orange. Nur die Flügel sind dunkelgrau. Es hat einen rot-gelben Scheitel, der relativ dunkel wirkt. Zwischen dem Schnabel und den Augen befindet sich ein dunkler Streifen. Das Weibchen hat eine dunkelgrüne Oberseite und einen bläulichen Scheitel. Die Unterseite ist weiß mit dichten grünen Sprenkeln am Hals. Diese grünen Flecken ziehen sich über die gesamten Flanken.

## Lebensweise
Der Juan-Fernandez-Kolibri bewegt sich vorzugsweise in ursprünglich heimischer Vegetation. Insbesondere während der Brutzeit meidet er eingeführte Pflanzen. Außerhalb der Brutzeit sieht man ihn auch an eingeführten Pflanzenarten wie beispielsweise am Blauen Eukalyptus (Eucalyptus globulus) oder auf anderen Zier- bzw. Gartenpflanzen. Meist geht er nur im Herbst an die eingeführten Arten, da in dieser Zeit nur eine heimische Pflanze namens Raphithamnus venustus blüht. Eine andere bevorzugte Pflanze ist Dendroseris litoralis, eine palmenartige pachycaule Pflanze, die nur auf den Juan-Fernández-Inseln vorkommt und ebenfalls gefährdet ist. Allerdings steht er bei dieser Pflanze in starkem Konkurrenzkampf mit dem Chilekolibri (Sephanoides sephaniodes). Sein bevorzugtes Habitat ist Macchie-Vegetation. Der Juan-Fernandez-Kolibri ist hauptsächlich ein Nektarsammler. Außerdem ernährt er sich von Insekten, die er auf Blättern findet oder im Flug fängt. Es wurden Männchen beobachtet, die das Weibchen in nur 50 Zentimetern Entfernung verscheuchten und dabei zur Warnung zwitscherten. Das Zwitschern hat vor allem den Zweck, einen potentiellen Nahrungskonkurrenten abzuschrecken.

## Unterarten
Es werden die beiden Unterarten Sephanoides fernandensis fernandensis (King, 1831) – Nominatform – und Sephanoides fernandensis leyboldi (Gould, 1870) unterschieden. Letztere ist 1908 durch Ratten, Ziegen und klimatische Veränderungen ausgerottet worden.

## Schutzprogramm

Verbreitungsgebiet des Juan-Fernandez-Kolibris

Seit dem Jahr 2004 versuchen die Organisationen The Hummingbird Society, American Bird Conservancy und Juan Fernández Islands Conservancy, Oikonos - Ecosystem Knowledge im Rahmen eines Schutzprogrammes den Juan-Fernandez-Kolibri vor dem Aussterben zu bewahren.
Die Gefährdungsfaktoren sind vielfältig. Zum einen wird die ursprüngliche Flora der Insel und damit die wichtigste Nahrungsquelle des Juan-Fernandez-Kolibris durch den Menschen zerstört. Die Ausbreitung eingeführte Pflanzen wie Rubus ulmifolius, Aristotelia chilensis und Ugni molinae verdrängen den endemischen Luma-Baum (Nothomyrcia fernandeziana), der einen wichtigen Brutplatz für den Juan-Fernandez-Kolibri darstellt. Dazu fangen eingeführte Katzen immer wieder Exemplare. Auch Nutztiere wie Ziegen oder Kaninchen zerstören die ursprüngliche Vegetation.

## Etymologie und Forschungsgeschichte
Phillip Parker King beschrieb den Juan-Fernandez-Kolibri unter dem Namen Trochilus Fernandensis. Das Typusexemplar hatte King während seiner Forschungen in der Magellanstraße gesammelt. Später wurde die Art der Gattung Sephanoides zugeordnet. Dieser Name ist aus den griechischen Wörtern στεφάνη stefánē für „Diadem, Krone“ und -οἶδες -oídes für „ähnelnd“ gebildet. Das Wort fernandensis bezieht sich auf das Verbreitungsgebiet, die Juan-Fernández-Inseln. Der Name leyboldi ist eine Widmung an Friedrich Leybold (1827–1879), der einen Sammler zur  Insel Más Afuera schickte, um weitere Informationen über den Kolibri zu erhalten.